# فرد روبنسون
فرد روبنسون (بالإنجليزية: Fred Robinson)‏ (29 ديسمبر 1954 في المملكة المتحدة - ) هو لاعب كرة قدم بريطاني في مركز الدفاع. لعب مع نادي دونكاستر روفرز ونادي روذرهام يونايتد وهدرسفيلد تاون.